# Javier Yacuzzi
Javier Orlando Yacuzzi (San Nicolás de los Arroyos, 15 agosto 1979 – Santiago de Querétaro, 29 maggio 2023) è stato un calciatore argentino, di ruolo difensore.

## Biografia

### Carriera
Yacuzzi inizia la sua carriera con il Club Atlético Platense nella Primera B Nacional nel 2002.
Nel 2003 gioca con il Club Atlético Tigre. Nel 2004 si trasferisce in Uruguay per giocare con il Gimnasia y Esgrima di Concepción.
Nel 2004 va a giocare nel Tiro Federal e ha aiutato il club a vincere il campionato di Apertura 2004 e la promozione in prima divisione per la stagione 2005-2006.
Nel 2006 passa all'Arsenal de Sarandí e durante la stagione 2006-2007 ha contribuito alla qualificazione per la Copa Libertadores per la prima volta nella loro storia.
Il 25 ottobre 2007 ha segnato 2 gol allo Jalisco Stadium nel quarto di finale della Copa Sudamericana 2007 in cui l'Arsenal de Sarandí eliminò i Chivas de Guadalajara per 3-1.
Nel 2010 si trasferisce in Messico nel Club Tijuana.

### Decesso
Jacuzzi è morto in Messico nel 2023, dopo aver contratto un virus.

## Palmarès

### Competizioni nazionali
- Campionato argentino di seconda divisione: 1

Tiro Federal: Apertura 2004

### Competizioni internazionali
- Coppa Sudamericana: 1

Arsenal de Sarandí: 2007